# コールドウェル郡 (ノースカロライナ州)
コールドウェル郡（英: Caldwell County）は、アメリカ合衆国ノースカロライナ州の西部に位置する郡である。人口は8万0652人（2020年）。郡庁所在地はレノアであり、同郡で人口最大の都市である。
コールドウェル郡はヒッコリー・レノア・モーガントン都市圏に属している。

## 歴史
コールドウェル郡は1841年にバーク郡とウィルクス郡の一部を合わせて設立された。郡名は、ノースカロライナ大学の首席教授（1796年-1797年、1799年-1804年）、同初代学長（1804年-1812年、1816年-1835年）を務めたジョセフ・コールドウェルに因んで名付けられた。
その後は新郡の設立のために領域が減っていった。1847年、コールドウェル郡、アイアデル郡、ウィルクス郡のそれぞれ一部を合わせ、アレクサンダー郡が作られた。1849年、コールドウェル郡、アッシュ郡、ウィルクス郡、ヤンシー郡のそれぞれ一部を合わせ、ワタウガ郡が設立された。1861年、コールドウェル郡、バーク郡、マクドウェル郡、ワタウガ郡、ヤンシー郡のそれぞれ一部を合わせ、ミッチェル郡が創設された。最後は1911年コールドウェル郡、ミッチェル郡、ワタウガ郡の一部を合わせ、アベリー郡が作られた。

## 郡政府
コールドウェル郡は5人の委員で構成される郡政委員会で統治され、委員会が郡マネジャーを指名する。
コールドウェル郡は地域自治体の委員会であるウェスタン・ピードモント自治体委員会のメンバーである。

## 地理
アメリカ合衆国国勢調査局に拠れば、郡域全面積は474平方マイル (1,227.7 km2)であり、このうち陸地472平方マイル (1,222.5 km2)、水域は3平方マイル (7.8 km2)で水域率は0.57%である。コールドウェル郡は地形的に3つの部分に分けられる。北部と西部を支配するブルーリッジ山脈、中部と南部で穏やかにうねるピードモント台地、およびブルーリッジ山脈から孤立したブラッシー山地である。通常ブラッシーズと呼ばれ、東部の大半を横切っている。レノア市の中にあるハイブリテン山がブラッシー山地の西端である。郡西部はウィルソン・クリークが流れる。

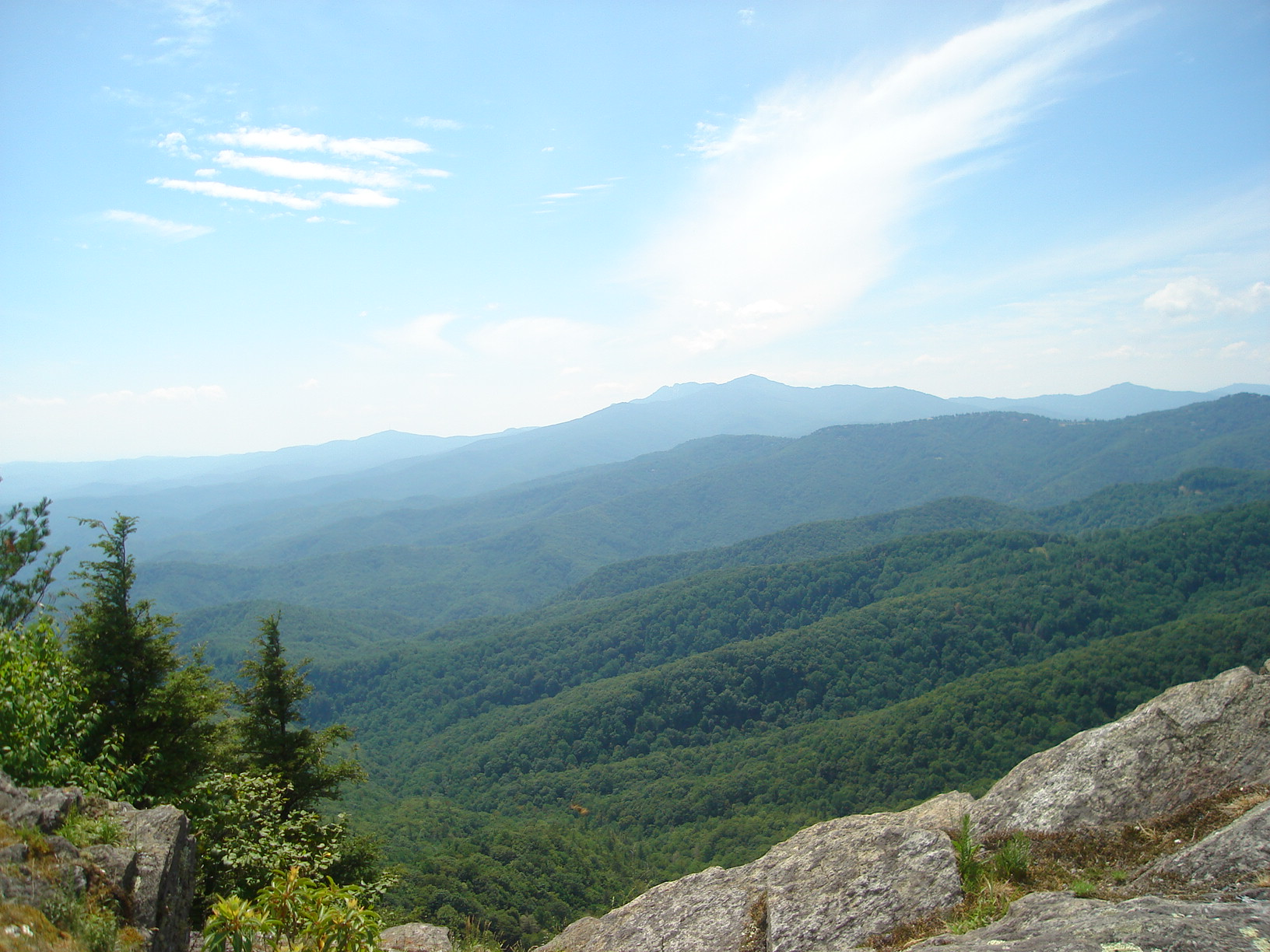
ブロウイングロックの町にある岩山ブロウイングロック

### 主要高規格道路
- アメリカ国道64号線
- アメリカ国道221号線
- アメリカ国道321号線
- ノースカロライナ州道18号線
- ノースカロライナ州道90号線
- ノースカロライナ州道268号線

### 隣接する郡
- ワタウガ郡 - 北
- ウィルクス郡 - 北東
- アレクサンダー郡 - 東
- カトーバ郡 - 南東
- バーク郡 - 南
- アベリー郡 - 北西

### 国立保護地域
- ブルーリッジ・パークウェイ（部分）
- ピスガー国立の森（部分）

## 人口動態
以下は2000年国勢調査による人口統計データである。
| 基礎データ - 人口: 77,415人 - 世帯数: 30,768世帯 - 家族数: 22,399 家族 - 人口密度: 63人/km2（164人/mi2） - 住居数: 33,430軒 - 住居密度: 27軒/km2（71軒/mi2） 人種別人口構成 - 白人: 91.74% - アフリカン・アメリカン: 5.46% - ネイティブ・アメリカン: 0.21% - アジア人: 0.39% - 太平洋諸島系: 0.03% - その他の人種: 1.42% - 混血: 0.76% - ヒスパニック・ラテン系: 2.49% 年齢別人口構成 - 18歳未満: 23.4% - 18-24歳: 7.8% - 25-44歳: 30.5% - 45-64歳: 25.1% - 65歳以上: 13.3% - 年齢の中央値: 38歳 - 性比（女性100人あたり男性の人口） - 総人口: 97.6 - 18歳以上: 95.4 | 世帯と家族（対世帯数） - 18歳未満の子供がいる: 31.1% - 結婚・同居している夫婦: 57.3% - 未婚・離婚・死別女性が世帯主: 11.0% - 非家族世帯: 27.2% - 単身世帯: 23.1% - 65歳以上の老人1人暮らし: 9.0% - 平均構成人数 - 世帯: 2.48人 - 家族: 2.89人 収入と家計 - 収入の中央値 - 世帯: 35,739米ドル - 家族: 41,665米ドル - 性別 - 男性: 28,820米ドル - 女性: 21,850米ドル - 人口1人あたり収入: 17,353米ドル - 貧困線以下 - 対人口: 10.7% - 対家族数: 7.6% - 18歳未満: 14.1% - 65歳以上: 11.9% |

## 都市と町

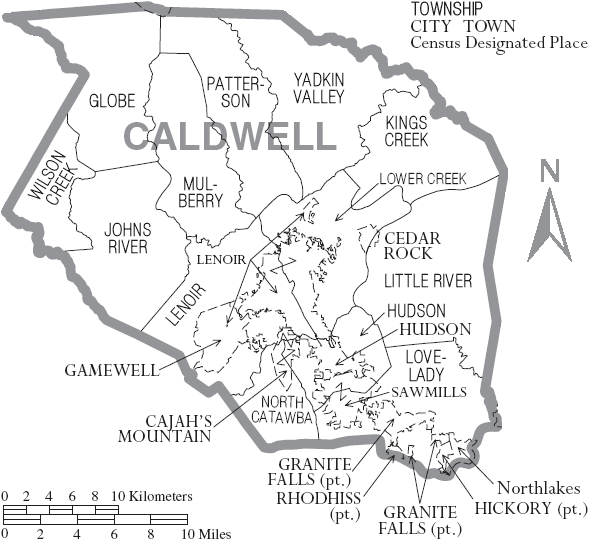
コールドウェル郡の自治体と郡区

- ブロウイングロック
- ケイジャズマウンテン
- シーダーロック
- コレッツビル
- ゲイムウェル
- グラニットフォールズ
- ハドソン
- レノア - 郡庁所在地
- ソーミルズ
- ノースレイクス
- ロードヒス

## 著名な出身者
- キャリー・マリス、科学者、ノーベル化学賞受賞
- ジョニー・アレン、メジャーリーグベースボール選手、ニューヨーク・ヤンキースなど
- マディソン・バンガーナー、メジャーリーグベースボール選手、サンフランシスコ・ジャイアンツで2010年ワールドシリーズ優勝に貢献、2007年のドラフト第10位、サウスコールドウェル高校卒